# شهرداری سوتی نیکول
شهرداری سوتی نیکول (به لاتین: Sveti Nikole Municipality) یک منطقهٔ مسکونی در مقدونیه شمالی است که در مقدونیه شمالی واقع شده‌است. شهرداری سوتی نیکول ۴۸۲٫۸۹ کیلومتر مربع مساحت و ۱۸٬۴۹۷ نفر جمعیت دارد.